# Leila Asretowna Abukowa
Leila Asretowna Abukowa (russisch Лейла Азретовна Абукова; * 16. Oktober 1951 in Aschchabad, Turkmenische SSR) ist eine sowjetische bzw. russische Erdölgeologin und Hochschullehrerin.

## Leben
Abukowa studierte in Aschchabad am Turkmenischen Polytechnischen Institut in der Erdöl-Fakultät mit Abschluss 1972.
Während des Studiums arbeitete Abukowa als Schauspielerin und spielte die Hauptrollen in den Spielfilmen Sa rekoi – graniza (Hinter dem Fluss die Grenze) (1971) und Taina sabytoi pereprawy (Das Geheimnis der vergessenen Kreuzung) (1973). Jedoch setzte sie ihre Schauspielkarriere nicht fort.
Ab 1975 arbeitete Abukowa im Turkmenischen Forschungsinstitut für Geologische Prospektion (TNIGRI) bis 1989. Dort schloss sie die Aspirantur 1980 ab und verteidigte mit Erfolg ihre Kandidat-Dissertation für die Promotion zur Kandidatin der geologisch-mineralogischen Wissenschaften. Sie gründete und leitete das Laboratorium für rechnergestützte Modellierung geologischer Prozesse.
An dem nach Sergo Ordschonikidse benannten Moskauer Staatlichen Geologischen Prospektionsinstitut studierte Abukowa zusätzlich in der Spezialfakultät für Angewandte Mathematik und Rechentechnik mit Abschluss 1989. In der Moskauer Staatlichen Akademie für Erdöl und Gas verteidigte sie 1993 ihre Doktor-Dissertation erfolgreich für die Promotion zur Doktorin der geologisch-mineralogischen Wissenschaften.
Ab 1996 leitete Abukowa das Laboratorium für Erdöl-Erdgas-Hydrogeologie und den Lehrstuhl für Geofluiddynamik-Suche und -Industrie des Moskauer Instituts für Erdöl-Erdgas-Probleme der Russischen Akademie der Wissenschaften (RAN). Dazu wurde sie 2003 Professorin des Lehrstuhls für Modellierung von Kohlenwasserstoffe-Lagerstätten der Russischen Staatlichen Gubkin-Universität für Erdöl und Gas. Von 2015 bis 2021 war sie Direktorin des Instituts für Erdöl-Erdgas-Probleme der RAN. Seitdem leitet sie das Institut des Laboratoriums für Erdöl-Erdgas-Geofluiddynamik. Von den RAN-Mitgliedern Anatoli Dmitrijewski und Alexei Nikolajew war sie 2019 als Kandidatin für die Wahl zum Korrespondierenden Mitglied der RAN nominiert worden.
Als Amtsträgerin ist Abukowa zur Abgabe einer Antikorruptionserklärung über ihre Einkommensverhältnisse verpflichtet. Sie ist verheiratet und hat eine Tochter.

## Ehrungen, Preise
- Preis des Turkmenischen Komsomol (1987)[2]
- Ausgezeichnete Bodenschätze-Erkunderin (1988)[2]